# Regije Norveške
Norveška je razdeljena na pet glavnih geografskih regij (landsdeler).Te regije so izključno geografske in nimajo upravnega namena. Vendar se je vlada leta 2017 odločila ukiniti sedanja norveška okrožja (fylker) in jih nadomestiti z manj, večjimi upravnimi regijami (regioner). Prvo od teh novih območij je nastalo 1. januarja 2018, ko sta se Nord-Trøndelag in Sør-Trøndelag združila v Trøndelag.
Po večini definicij so okrožja Norveške razdeljena na naslednje regije (te skupine so približne):
- Severna Norveška (Nord-Norge (bokmål) ali Nord-Noreg (nynorsk))
  - Troms og Finnmark
  - Nordland
- Trøndelag
  - Trøndelag
- Zahodna Norveška (Vestlandet)
  - Møre og Romsdal
  - Vestland
  - Rogaland
- Južna Norveška (Sørlandet)
  - Agder
- Vzhodna Norveška (Østlandet (bokmål) ali Austlandet (nynorsk))
  - Vestfold og Telemark
  - Viken
  - Innlandet
  - Oslo

Pokrajinska delitev sicer po dogovoru temelji na geografskih in tudi dialektičnih razlikah, vendar približno sledi tudi mejam županij. Druge regije obstajajo za različne namene upravljanja. Upravno imajo tradicionalne regije, kot so navedene zgoraj, manjšo vlogo – glavne upravne enote so na ravni okrajev.
Regija Midt-Norge/Midt-Noreg (osrednja Norveška) se pogosto uporablja kot sinonim za Trøndelag, vključuje pa tudi Møre og Romsdal (po nekaterih definicijah le Nordmøre in dele Romsdala). Tudi najjužnejši del Nordlanda (Helgeland) se včasih šteje za del osrednje Norveške. Podobno je Rogaland ali deli Rogalanda včasih združeni z Južno Norveško namesto z Zahodno Norveško.
Svalbard ni okrožje in se običajno ne šteje za del severne Norveške. Guverner Svalbarda (sysselmannen) poroča ministrstvu za pravosodje, guvernerji okrožij (fylkesmenn) pa ministrstvu za upravo. Tudi Jan Mayen je integrirano geografsko telo Norveške. Od leta 1995 ga upravlja guverner okrožja (fylkesmann) Nordlanda.
Bouvetov otok v južnem Atlantskem oceanu, dežela kraljice Maud in otok Petra I. na Antarktiki so norveške odvisnosti.

## Pred letom 2017
Norveška je bila razdeljena na pet glavnih regij (landsdeler), ki so bile sestavljene iz 19-ih okrožij (fylker):
- Nord-Norge (bokmål) ali Nord-Noreg (nynorsk)
  - Finnmark
  - Troms
  - Nordland
- Trøndelag
  - Nord-Trøndelag
  - Sør-Trøndelag
- Vestlandet
  - Møre og Romsdal
  - Sogn og Fjordane
  - Hordaland
  - Rogaland
- Sørlandet
  - Vest-Agder
  - Aust-Agder
- Østlandet (bokmål) ali Austlandet (nynorsk)
  - Telemark
  - Buskerud
  - Hedmark
  - Oppland
  - Akershus
  - Oslo (mesto)
  - Vestfold
  - Østfold